# Medias ohg verlag und produktion
Die medias ohg verlag und produktion ist ein deutscher Theaterverlag mit angeschlossener Theaterproduktion, der bereits 2002 in Hainburg im Kreis Offenbach gegründet wurde und nach mehrjähriger Tätigkeit auf der Insel Rügen und in der Stadt Hamburg seinen Sitz seit dem 5. April 2025 nun wieder in Hessen in der Einhardstadt Seligenstadt hat.

## Geschichte und Pläne
Die medias ohg verlag und produktion wurde 2002 in Hainburg im Kreis Offenbach als Verlag für Theaterstücke mit angeschlossener Theaterproduktion von dem Regisseur Thomas Waldkircher und der Schauspielerin Anja Pirling gegründet. Im Hainburger Ortsteil Klein-Krotzenburg hatte das schon 1987 gegründete "RRRABATZZZ Theater für Alle", das gemeinnützige Theaterunternehmen von Waldkircher/Pirling bereits seit 1992 ein eigenes Theater betrieben, das mit Hilfe des Ministeriums für Wissenschaft und Kunst im Jahr 1996 zu einer Mittelbühne mit 200 Plätzen erweitert worden war.
Trotz eines heftigen Rückschlags durch einen schweren Unfall der beiden Theaterleiter auf einer Tournee nach Österreich an Silvester 1996, wurde das Theater schnell populär und bald von bis zu 40.000 Menschen aus ganz Hessen besucht, denen ein vielseitiges Programm in 4 Sparten geboten wurde.
Parallel dazu wuchs aber die Anzahl der Gastspiele in ganz Deutschland immer weiter an. In Zusammenarbeit mit dem Auswärtigen Amt und dem Goethe-Institut wurden nun auch Theatertourneen nach Österreich, der Schweiz, Finnland und der Türkei durchgeführt. Eine Auszeichnung hierfür erhielt das Theater vom damaligen Außenminister Norbert Kinkel beim Wettbewerb der Volks- und Raiffeisenbanken "Innovativer Mittelstand" für den Bereich "Internationalisierung". Da hierfür das Technikteam für die Tourneen auf 4 Mitarbeiter wachsen musste und außerdem 2 Schauspieler, 2 Tänzer aus dem Ballettbereich, 1 Puppentheaterspieler und 1 Maskenbildner engagiert werden konnten, erhielt das Theater ein Jahr später eine weitere Auszeichnung "innovativer Mittelstand", diesmmal für das "Schaffen von Arbeitsplätzen", verliehen vom Arbeitsminister Norbert Blüm.
Auf der Frankfurter Buchmesse sicherte man sich zur weiteren Entwicklung 1991 die kostbare Lizenz zur Produktion des Weltbestsellers "Hallo, Mister Gott, hier spricht Anna" des Autors Fynn, die auch schnell realisiert wurde. Die Produktion wurde im beschaulichen Klein-Krotzenburg von einer großen Gastspielagentur entdeckt und zu einer Testreihe ins Metropoltheater Bonn vor großem Publikum eingeladen. Der erfolgreichen Vorstellung in Bonn folgte eine weitere Testserie im St. Pauli-Theater Hamburg an drei aufeinanderfolgenden Tagen. Hier war der Vorverkauf zwar schwach gewesen, doch der große Effekt des Weitersagens entfaltete seine Wirkung, da die Vorstellung von Tag zu Tag voller wurde. Am Ende stand der mehrjährige Vertrag mit der Gastspielagentur, der am Ende zu über 100 Vorstellungen der Produktion in großen Sälen in ganz Deutschland führte. Arbeite man zu Beginn immer mit der Agentur, wurden nach und nach immer mehr Vorstellungen selbst durchgeführt.
Als Anschlusstournee wurde zusammen mit der Agentur und aufgrund des Wunsches der Erben von Saint-Exupéry nach einer möglichst originalgetreuen Bühnenaufführung die Produktion "Der kleine Prinz" geplant, deren Premiere dann im Jahr 2002 vor mehr als 1000 Besuchern im Circus Krone in München stattfand. Dem Erfolg sollten bis 2006 viele weitere Tourneevorstellungen in 140 Städten in Deutschland folgen, u. a. allein 10 ausverkaufte Vorstellungen im Carl-Orff-Saal im Gasteig in München, aber auch in der Tonhalle Düsseldorf, dem Gewandhaus Leipzig und dem Kulturpalast Dresden.
Doch leider trat genau im Jahr 2002 eine private Katastrophe im Leben von Thomas Waldkircher ein. Innerhalb nur weniger Tage verstarb seine Mutter Krimhilde Waldkircher an Bauchspeicheldrüsen-Krebs. Sie war gegenüber dem Theater aber auch Vermieterin des Gebäudes gewesen. Neben allen privaten Folgen, war damit plötzlich auch das Theatergebäude betroffen, da kein Testament vorlag. Einer der Miterben konnte so seinen 1/12-Anteil am Gebäude nutzen, um den vorbeugenden Brandschutz völlig abzulehnen und damit eine Schließung des Theaterbetriebs herbeizuführen. Vorläufig konnte das aber noch vermieden werden.
Aufgrund der unsicheren Zukunft in Hainburg entschlossen sich Waldkircher/Pirling dann aber im Jahr 2004 dazu, für das Tourneetheater eine eigene Gesellschaft zu gründen, die den Namen "medias ohg verlag und produktion" tragen sollte. Nur durch diesen Schritt war es möglich, die laufenden Tourneen noch bis 2006 weiterzuführen.
Der nächste Schritt folgte aber dann doch daraus: Im Jahr 2006 entschlossen sich die beiden Leiter dann dazu, den Mietvertrag mit der Erbengemeinschaft ganz zu kündigen, da einfach keine Einigung bezüglich des Brandschutzes zu finden war. Die gemeinnützige GmbH hatte aber gut gewirtschaftet, konnte alle Außenstände bedienen und werde nun sozusagen "schlafen gelegt".
Die laufenden Tourneen ließen die Kräfte zurückkehren und schenkten eine starke Bestätigung aus der langjährigen Arbeit, während in Hainburg der Erbschaftsstreit um das Theatergebäude in den Mainauen weiterlief.
Und dann tauchte ein neues Theater auf. Im Jahr 2008 gelang es Waldkircher und Pirling, die früheren Kurlichtspiele in Göhren auf der Insel Rügen zu erwerben, um dort in Ruhe und fern vom Streit wieder an die Arbeit an Neuproduktionen gehen zu können. Das bildhübsche Theater auf einer Klippe 70 Meter über dem Meer wurde mit seinen 200 Plätzen in einer Mischung aus Kino- und Theaterbetrieb mit täglichen Vorstellungen bis zum Jahr 2018 erfolgreich betrieben. Im Gegenzug musste nun allerdings der Tourneebetrieb vorläufig eingestellt werden.
Als Filme entstanden in diesen 10 Jahren in dem nun als „Komödie Rügen“ getauften Gebäude u. a. Lieblingsplätze – Die Insel Rügen im Wandel der Jahreszeiten und Der kleine Prinz sowie die bereits für die Leinwand konzipierten Theaterstücke Getrennte Betten, Die Eule und das Kätzchen, Abgeblitzt! – Jetzt hol ich meine Frau zurück (nach Howard Hawks His girl friday) und die Originalkomödie Robinson und Jane auf der Insel produziert. Übersetzt, geschrieben und produziert wurde im nebligen Winter, gespielt im Sommer vor Touristen aus ganz Deutschland, die regelmäßig im Mini-Abo drei verschiedene Schauspielproduktionen pro Woche besuchen konnten.
Am 1. Januar 2018 waren Waldkircher/Pirling gesundheitlich und finanziell wieder stark genug, um den Umzug des Unternehmens in die Stadt Hamburg vorzunehmen, wo man ja bereits früher mehrmals vor ausverkauftem Saal 2 im CCH Hamburg mit "Der kleine Prinz" aufgetreten war. Einmal hatte man im Saal 2 sogar parallel zu einem Gastspiel der "Kasterruther Spatzen" im Saal 1 am gleichen Abend gespielt – mit ständigen Begegnungen in den Gängen zwischen den Sälen. In Hamburg konnte man tatsächlich auf ein vorhandenes Publikum setzen und sich auf die Suche nach einem neuen Theater machen.
Mit diesen Plänen für ein eigenes Theater in Hamburg rückte aber allmählich das schöne Rügen etwas in den Hintergrund. Bei Anja Pirling hatten sich zudem Spätfolgen des Autounfalls 1996 bemerkbar gemacht, die mehrere Operationen an den Fußgelenken nötig machten. Sie nutzte den Umzug nach Hamburg auf Anraten der Rentenversicherung, um hier eine vollständige zweite Ausbildung zum Mediengestalter Digital und Print zu machen, die sie bereits im Mai 2019 mit erfolgreicher Prüfung vor der Handelskammer Hamburg abschloss.
Trotz intensiver Suche hatte sich in diesen zwei Jahren aber kein neues Theaergebäude in Hamburg gefunden. Und dieses neue Haus musste ja schon in Hamburg stehen, auch weil die Durchführung von Tourneen von der Insel Rügen aus nur schwierig möglich war.
Im Herbst 2019 entschlossen sich deswegen Waldkircher/Pirling zum Verkauf des Theatergebäudes auf der Insel Rügen an ein Hotel – und das gerade einmal drei Monate für Beginn der Pandemie! Doch die COVID-19-Pandemie erschwerte auch die Suche nach einer neuen Spielstätte in Hamburg so sehr, dass Veranstaltungen nur im Magazin-Filmkunsttheater in Winterhude mit 300 Plätzen möglich waren, das als Kino bereits seit 1937 betrieben wird; später kam dann noch das Hamburg-Haus im Hamburger Stadtteil Eimsbüttel mit bis zu 400 Plätzen hinzu. Das große CCH war aber leider wegen Umbau viele Jahre geschlossen.
In dieser Situation trafen die beiden Inhaber den Plan, die sich auftuende Lücke mit zusätzlichen Bildungsmaßnahmen und Forschungsprojekten in Verbindung zu unserem Arbeitsfeld zu füllen. Da beide das große Latinum und ein klassisch-humanistische Ausbildung mitbrachten, entschieden sie sich für das Studium der Klassischen Philologie mit Schwerpunkt Altgriechisch plus Kunstgeschichte als Nebenfach an der Universität Hamburg.
Als sich durch die Einführung von Zoom in der Lehre die Möglichkeit hierzu bot, nahmen beide auch noch das Studium der Theaterwissenschaft plus Skandinavistik in München auf – und waren also mit einem richtigen Doppelstudium immer wieder aktiv. Da der Verlag aber in dieser Zeit besonders an Übersetzungen und Bühnenbearbeitungen arbeitete, wurde im Lehrplan nach Studienangeboten gesucht, die direkt wieder zu späteren Theaterprojekten hinführen würden. Über 20 konkrete Projekte entstanden in dieser Zeit, unter anderem auch die direkte Zusammenarbeit mit den Erbengemeinschaften von Ephraim Kishon und Astrid Lindgren.
Da kein Gebäude zu finden war reifte die Idee der Einrichtung eines Theaterparks heran, in dem sowohl die bisherigen Produktionen zu sehen sein sollten, als auch für Tagesbesucher öffentliche Proben, Lesungen usw. geboten werden sollten, mit denen man Einsicht in die täglichen Arbeit eines Theaters erhalten könne. Nach einer anfänglichen Planung für den Raum Hamburg und dem Kreis Bad Segeberg verschob sich der Schwerpunkt der Suche 2023 zunächst in Richtung Südbaden/Freiburg, dann weiter in die Region München/Chiemsee ab. Dort soll dieser Plan nun ab Sommer 2025 umgesetzt werden.
Gleichzeitig planem die beiden Theaterleiter aber auch den Neuaufbau einer feste Spielstätte für Theatervorstellungen in Hessen, die wohl im nach Süden erweiterten Rhein-Main-Gebiet liegen soll.
Dieses feste Haus soll nach dem Modell „Landesbühne Südhessen“ auch Gastspiele in den umliegenden Gemeinden und in ganz Südhessen anbieten. So hatte das Vorläuferunternehmen der „medias ohg verlag und produktion“, die RRRABATZZZ Theater gem. GmbH, in Südhessen ja bereits von 1987 bis 2006 gearbeiet und dabei bis zu 40.000 Besucher jährlich angezogen.
In Anlehnung an das Modell der Landesbühne Nordhessen in Marburg soll auch ein Kooperationsmodell mit Schulen aufgebaut werden, das sicher stellt, das jedes Kind mindestens einmal jährlich ins Theater geht. Hierfür wird derzeit das Gespräch mit dem Ministerium für Wissenschaft und Kunst in Wiesbaden gesucht.
Je nach Baufortschritt soll die Eröffnung dieser Spielstätte noch im Jahr 2025 oder erst im Frühjahr 2026 erfolgen. Verschiedene geeignete Standorte hierfür zwischen Darmstadt und Heidelberg werden derzeit in Hinsicht auf ihre Eignung überprüft.
In einem Zwischenschritt hat die medias ohg seit dem 1. April 2025 das sogenannte „TiBS-Theaterstudio im Ballettsaal“ am Breidertring 104 in Rödermark langfristig gemietet. Der 113 m² große Saal der früheren Ballettschule Götz im 2. Stock des Ärztehauses von Rödermark, der über einen Schwingboden aus Holz, eine große Spiegelwand und die Möglichkeit von Aufzeichnungen und Übertragung von Live-Streams verfügt, soll in Zukunft als Probenraum für die Theaterproduktionen der medias ohg und für Workshops mit Schulen der gemeinnützigen GmbH genutzt werden. Für Einzelbesucher werden hier künftig auch öffentliche Proben und andere Beteiligungsangebote stattfinden.

## Medienproduktion
Bereits während der Pandemie erfolgte eine Verlagerung auf die zunehmende Produktion von Medien. Hierfür wurden zunächst die bereits vorhandenen Live-Aufzeichnungen von Der kleine Prinz, Der große Mark-Twain-Abend, Huckleberry Finn sowie Die beste Ehefrau von allen von Ephraim Kishon publiziert.
Diese Hörproduktionen wurden über Spotify, Amazon Prime und weitere über 100 Plattformen vertrieben. 2021 erfolgte zudem die Einrichtung einer eigenen OTT-Plattform unter dem Namen my-medias.com, auf der nun vor allem Filme präsentiert werden sollen. Hier werden auch die Filme Lieblingsplätze und Der kleine Prinz zur Ausleihe und zum Kauf angeboten. Von Anfang an wurde dort auch ein Abo der gesamten Medienproduktion des Verlages angeboten, auch wenn das Medienangebot noch sehr beschränkt war.
Im Jahr 2024 werden nun auf der Seite des Verlags bei IMDB.com mit „Twain on Tap“, „Der Zauberlehrling“, „Sophie und die Raupe“ und „Two Twohanders by Bertolt Brecht“ gleich vier weitere zusätzliche Medienprodukte angekündigt.

## Werke

### Theaterproduktionen
Die Theaterproduktionen werden über die gemeinsame Plattform theatergastspiele.com vermarktet.
Alle Produktionen werden zudem einzeln auf der Seite https://mediasohg.wixsite.com/lead-producers ausführlich dargestellt.
Dabei teilen sich die Produktionen auf die folgenden vier Sparten mit unterschiedlichen Schwerpunkten auf:
- RRRABATZZZ Theater für Alle
- Die-Humoristen
- theater in medias res
- NeueKomoedie

Alle Theaterproduktionen in zeitlicher Abfolge von 1987 bis heute:
- 1987: Das kleine wilde Tier ((Det lilla odjuret))- Theaterstück von Med Reventberg in der Übersetzung von Dirk Fröse. Premiere in der Turnhalle Reiskirchen-Ettingshausen in Zusammenarbeit mit der Theatergruppe Ettingshausen (Heiner Fuhrmann).
- 2002: Der kleine Prinz – Schauspiel, PreRmiere im Circus Krone, München vor 2.000 Besuchern. Anschließend 10 Vorstellungen im Carl-Orff-Saal im Gasteig, München. Deutschlandtournee in insgesamt 140 Städte, u. a. im Gewandhaus Leipzig, Kulturpalast Dresden, Tonhalle Düsseldorf, CCH Hamburg. Live-Aufzeichnung in der Stadthalle Oberursel 2006.

### Videoproduktionen
- 2006: Der kleine Prinz – Live-Aufzeichnung (Stadthalle Oberursel), erst 2014 veröffentlicht
- 2010: Lieblingsplätze – Die Insel Rügen im Wandel der Jahreszeiten (Multimedia-Filmproduktion)
- 2012: Der kleine Prinz – Postproduktion der Live-Aufzeichnung der Theatervorstellung in der Stadthalle Oberursel aus dem Jahr 2006

### Audioproduktionen
- 2012: Die beste Ehefrau von allen, Live-Aufnahme, auf allen Streaming-Plattformen
- 2023: Der große Mark Twain Abend, Live-Aufnahme, auf allen Streaming-Plattformen=== Theaterproduktionen (Übernahmen) ===

### Koproduktionen
- 1987: Kassandra – Christa Wolf (Theater und Philharmonie Essen)
- 1987: Effie Briest – Theodor Fontane (Katakombe Frankfurt)
- 1987: Kikerikiste – Paul Maar (Theater Freudenhaus Essen)
- 1987: Liebling, ich bin da! (Theatergruppe Ettingshausen)
- 1988: Die Perle Anna – Marc Camoletti (Theatergruppe Ettingshausen)
- 1989: Endlich Allein – Lawrence Roman (Theatergruppe Ettingshausen)
- 1999: Der eingebildet Kranke – Moliere (Ü: Martin Walser) (Theatergruppe Ettingshausen)

### Übernahmen aus früheren Eigenunternehmen
- 1987: Das kleine wilde Tier – Med Reventberg (RRRABATZZZ Theater für Alle)
- 1988: Kikerikiste – Paul Maar (RRRABATZZZ Theater für Alle)
- 1989: Sophie und die Raupe – Alma Jongerius/Dik Prins (RRRABATZZZ Theater für Alle)